# Chelodesmidea
Sous-ordre
Les Chelodesmidea sont un sous-ordre de mille-pattes.

## Liste des familles
- Aphelidesmidae Brolemann, 1916
- Chelodesmidae Cook, 1895
- Eurymerodesmidae Causey, 1951
- Euryuridae Pocock, 1909
- Holistophallidae Silvestri, 1909
- Platyrhacidae Pocock, 1895
- Rhachodesmidae Carl, 1903
- Sphaeriodesmidae Humbert et DeSaussure, 1869
- Tridontomidae Loomis et Hoffman, 1962
- Xystodesmidae Cook, 1895